# Mølleporten
Mølleporten i Stege på Møn er den ene af kun to bevarede byporte i Danmark, hvor den anden er Vesterport i Faaborg. Den er et grundmuret porttårn i fire etager med et stejlt pyramideformet tag, formentlig opført i 1400-tallet, men først nævnt skriftligt i 1531 i Stege Bys bog. I slutningen af 1600-tallet blev der indrettet et fængsel på loftet i Mølletårnet. I portrummet er der brosten og langs væggene piksten. Alle etageadskillelser består af brædder og et svært bjælkelag.
I 1873 besluttede man  at nedrive Mølleporten, men man fik det ikke gjort, og i 1895 blev den fredet som fortidsminde. Samme år påbegyndte Erik Schiødte en restaurering, som var afsluttet 1896. Porten fik sit nuværende udseende i 1902 ved en hovedrestaurering, som blandt andet indebar en omfattende ommuring af facaden og en omsætning af taget. I 1909 udarbejdede H.B. Storck et restaureringsprojekt, som ikke blev ført ud i livet.
I august 2019 modtog Vordingborg Kommune 10 mio. kr fra A.P. Møller Fonden til at restaurere bygningen, som blev genåbnet i 2025.
Navnet refererer til dets placering for enden af det tidligere Møllestræde der førte  ud til Møllemarken, hvor de fleste af byens møller stod i middelalderen.
Tidligere er Storegade gået igennem porten, men der er siden anlagt vej rundt om portbygningen.